# En synder med charme
En synder med charme (originaltitel Hide-Out) er en amerikansk romantisk kriminalfilm fra 1934, instrueret af W. S. Van Dyke. Den har Robert Montgomery og Maureen O'Sullivan i hovedrollerne.
En ung Mickey Rooney havde også en rolle i filmen.
Manuskriptet blev skrevet af Mauri Grashin, der blev nomineret til en Oscar for bedste historie i 1935.
Filmen blev genindspillet i 1941 som I'll Wait for You.